# Sjarhej Sasnoŭski
Sjarhej Anatolevič Sasnoŭski (in bielorusso Сяргей Анатолевiч Сасноўскi?; in russo Сергей Анатольевич Сосновский?; Minsk, 14 agosto 1981) è un ex calciatore bielorusso, di ruolo difensore.

## Carriera

### Club
Dopo aver giocato con vari club bielorussi, approda nel 2007 al BATĖ Borisov.

### Nazionale
Dal 2009 ha rappresentato la nazionale bielorussa.

## Palmarès

### Club

#### Competizioni nazionali
- Campionato bielorusso: 3

BATĖ Borisov: 2008, 2009, 2010
- Coppa di Bielorussia: 2

BATĖ Borisov: 2009-2010
Minsk: 2012-2013